# Pantalla de vista clara

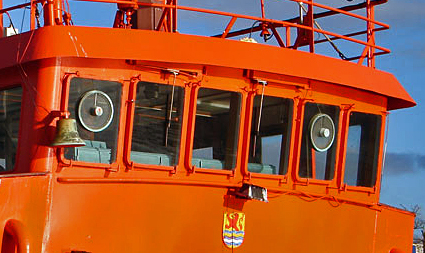
Dues pantalles de visió clara al pont de navegació d'un remolcador

Una pantalla de visió clara o clearview screen és un disc de vidre muntat en una finestra que gira i dispersa la pluja, plugim i la neu. Una pantalla de visió nítida sol ser impulsada per un motor elèctric al centre del disc i sovint s'escalfa per evitar la condensació o la formació de gel. Altres noms comuns inclouen "vista clara", "finestra giratòria" i "eixugaparabrises giratori".
Les pantalles de visió clara van ser patentades l'any 1917 per Samuel Augustine de Normanville i Leslie Harcourt Kent com una pantalla independent muntada en pilars, amb patents posteriors per a telescopis i cobertes òptiques, seguides pel vidre del pont de vaixells més familiar. Les pantalles de visió clara també s'utilitzen en locomotores i transport ferroviari, i es van comercialitzar sense èxit per als automòbils. Inicialment van ser fabricats per George Kent Ltd, una empresa iniciada per l'avi de Leslie Kent, i de la qual Leslie Kent més tard va ser directora.

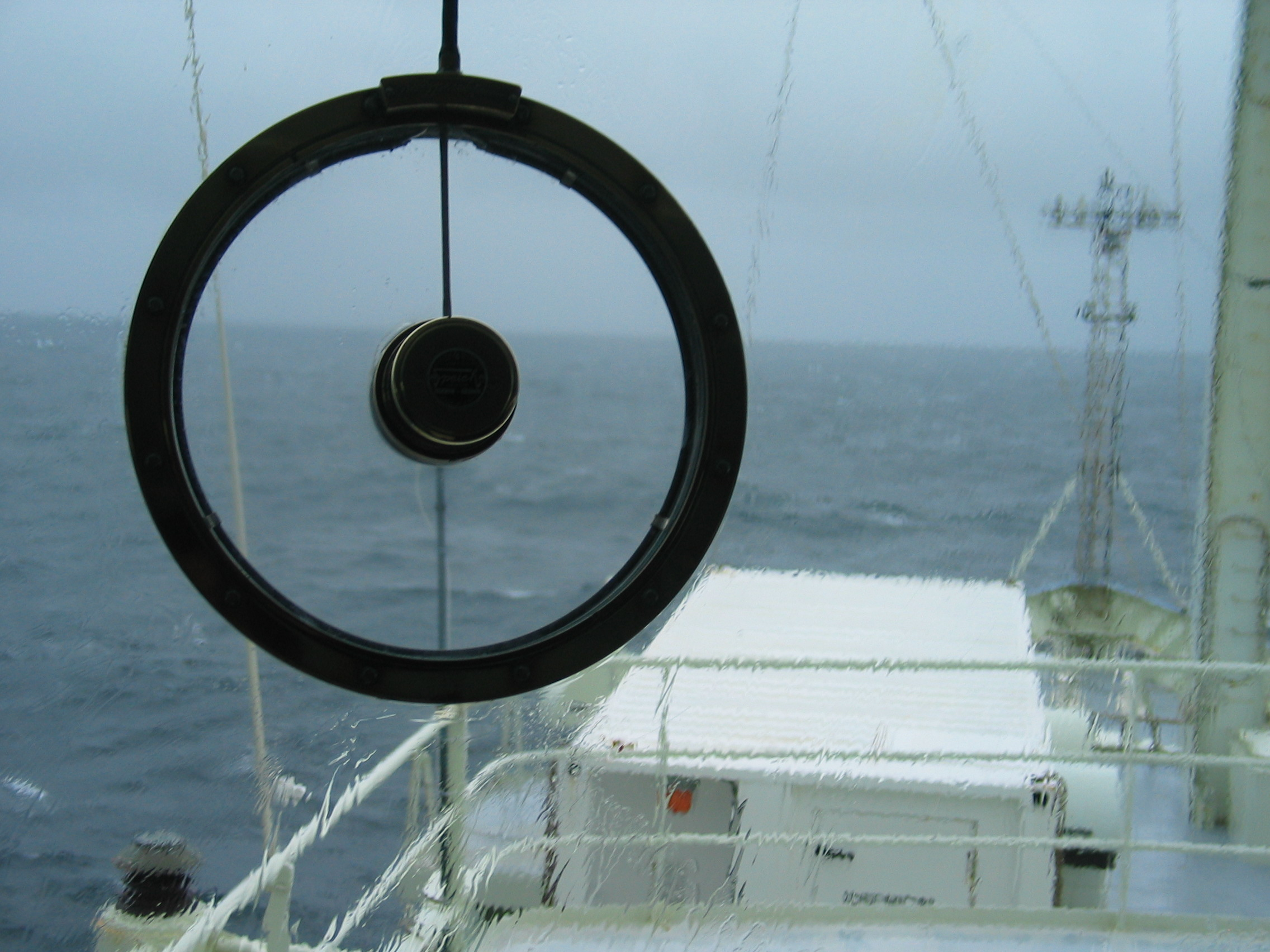
Imatge de detall des de l'interior d'una pantalla de visió clara a R/V Knorr
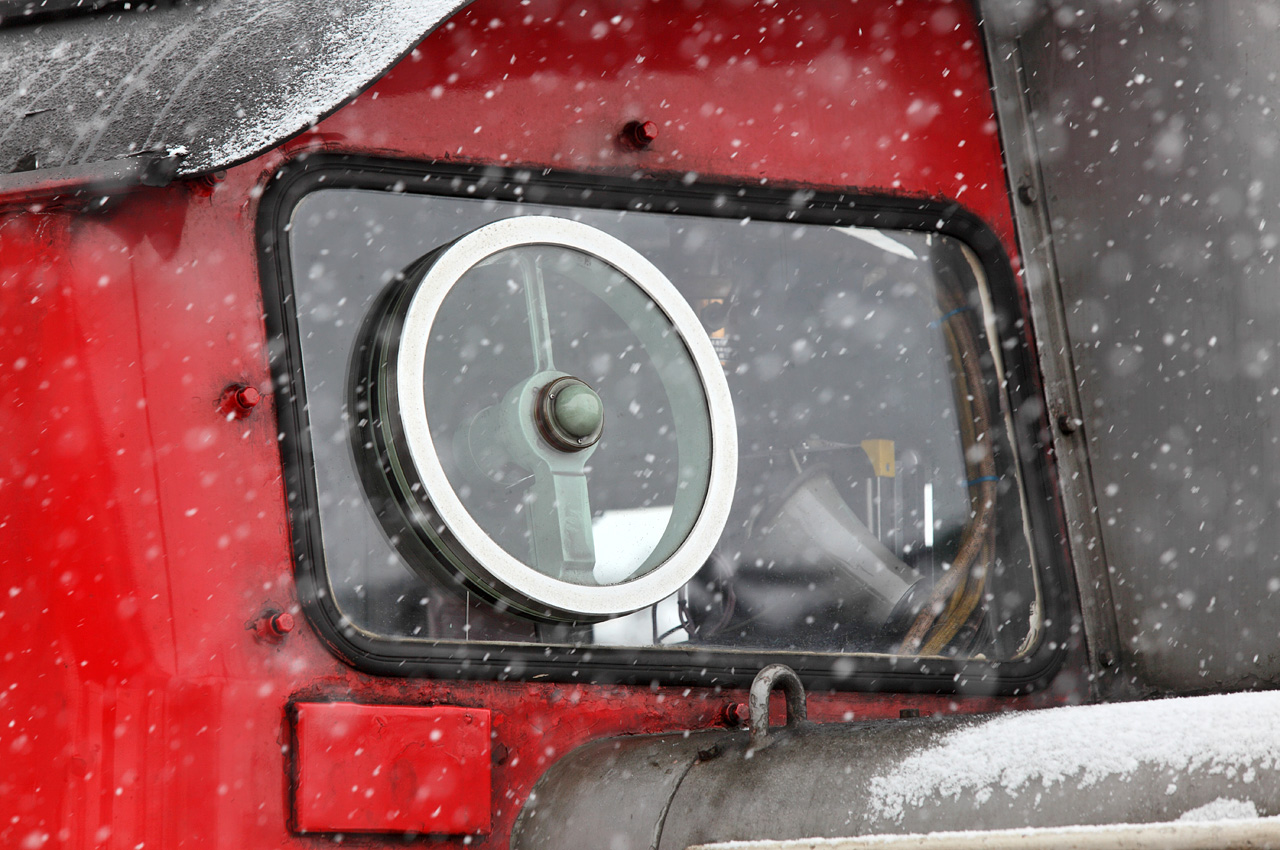
Una pantalla de visió clara de la locomotora dièsel tipus DD51 a Hokkaidō, Japó
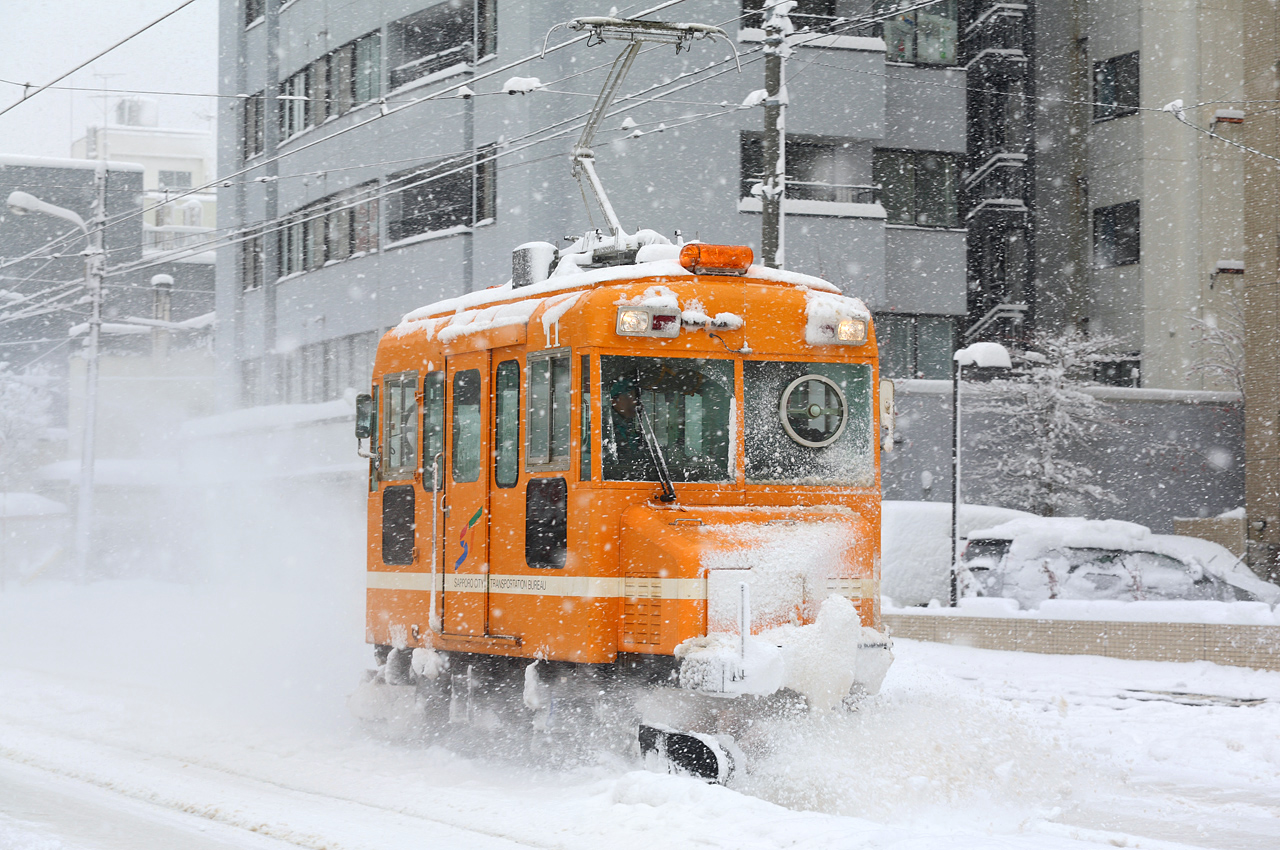
Els tramvies Sasara del tramvia de Sapporo estan equipats amb pantalles de visió clara